# سباق الخدش للسيدات في بطولة الدراجات على المضمار
سباق الخدش للسيدات في بطولة الدراجات على المضمار هو أحد سباقات بطولة العالم للدراجات على المضمار للسيدات.

## الميداليات
| البطولة | الذهبية                  | الفضية                   | البرونزية                |
| ------- | ------------------------ | ------------------------ | ------------------------ |
| 2002    | Lada Kozlíková (CZE)     | خايمي نيلسن (AUS)        | أولغا سليوساريفا (RUS)   |
| 2003    | أولغا سليوساريفا (RUS)   | خايمي نيلسن (AUS)        | Adrie Visser (NED)       |
| 2004    | يوانكا غونزاليس (CUB)    | ماندي تقول بواترا (CAN)  | أولغا سليوساريفا (RUS)   |
| 2005    | أولغا سليوساريفا (RUS)   | كاثرين بيتس (AUS)        | Liudmila Vipirailo (LTU) |
| 2006    | ماريا لويزا كالي (COL)   | جينا جراين (CAN)         | أولغا سليوساريفا (RUS)   |
| 2007    | يوماري غونزاليس (CUB)    | ماريا لويزا كالي (COL)   | Adrie Visser (NED)       |
| 2008    | إيلين فان دايك (NED)     | يوماري غونزاليس (CUB)    | بليندا جوس (AUS)         |
| 2009    | يوماري غونزاليس (CUB)    | ليزي ديجنان (GBR)        | بليندا جوس (AUS)         |
| 2010    | باسكال جيولاند (FRA)     | يوماري غونزاليس (CUB)    | بليندا جوس (AUS)         |
| 2011    | ماريان فوس (NED)         | كاثرين بيتس (AUS)        | داني كينغ (GBR)          |
| 2012    | كاتارزينا باولوسكا (POL) | ميليسا هوسكينز (AUS)     | كيلي درويتس (BEL)        |
| 2013    | كاتارزينا باولوسكا (POL) | صوفيا أريولا (MEX)       | Evgenia Romanyuta (RUS)  |
| 2014    | كيلي درويتس (BEL)        | كاتارزينا باولوسكا (POL) | Evgenia Romanyuta (RUS)  |
| 2015    | كيرستن وايلد (NED)       | ايمي كوري (AUS)          | أليسون بيفيريدج (CAN)    |